# Stranddorf Augustenhof

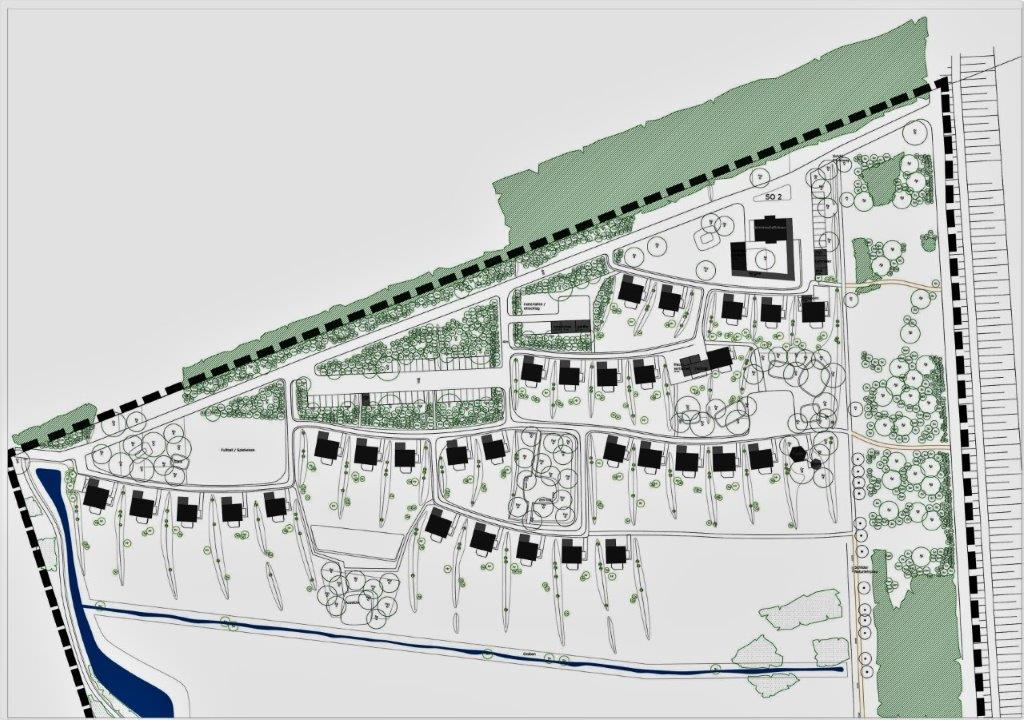
Pflanzplan 2005 (Ostsee rechts)

Das Stranddorf Augustenhof ist ein ökologisch orientiertes Feriendorf in der Gemeinde Heringsdorf (Ostholstein). Die seit 1997 geplante und 2004 eröffnete Anlage gilt als ein Pilotprojekt für den Einsatz von Ökotechnik im Tourismus.

## Lage
Das Stranddorf Augustenhof befindet sich an Schleswig-Holsteins Ostseeküste zwischen dem DFK-Campingplatz Rosenfelde (Grube) und einer Ferienhaussiedlung am Nordrand von Dahme (Holstein). Es ist eine Exklave der Gemeinde Heringsdorf (Ostholstein). Auf dem 15 Hektar großen Gelände befanden sich in den 1990er Jahren noch die Reste kleiner Holzhütten und die Ruinen zweier Waschhäuser, die früher vom Zeltplatz mitbewirtschaftet wurden. Formal handelte es sich bei dem Grundstück jedoch um eine stillgelegte landwirtschaftliche Nutzfläche ohne besonderen Schutzstatus.

## Bau des Feriendorfes

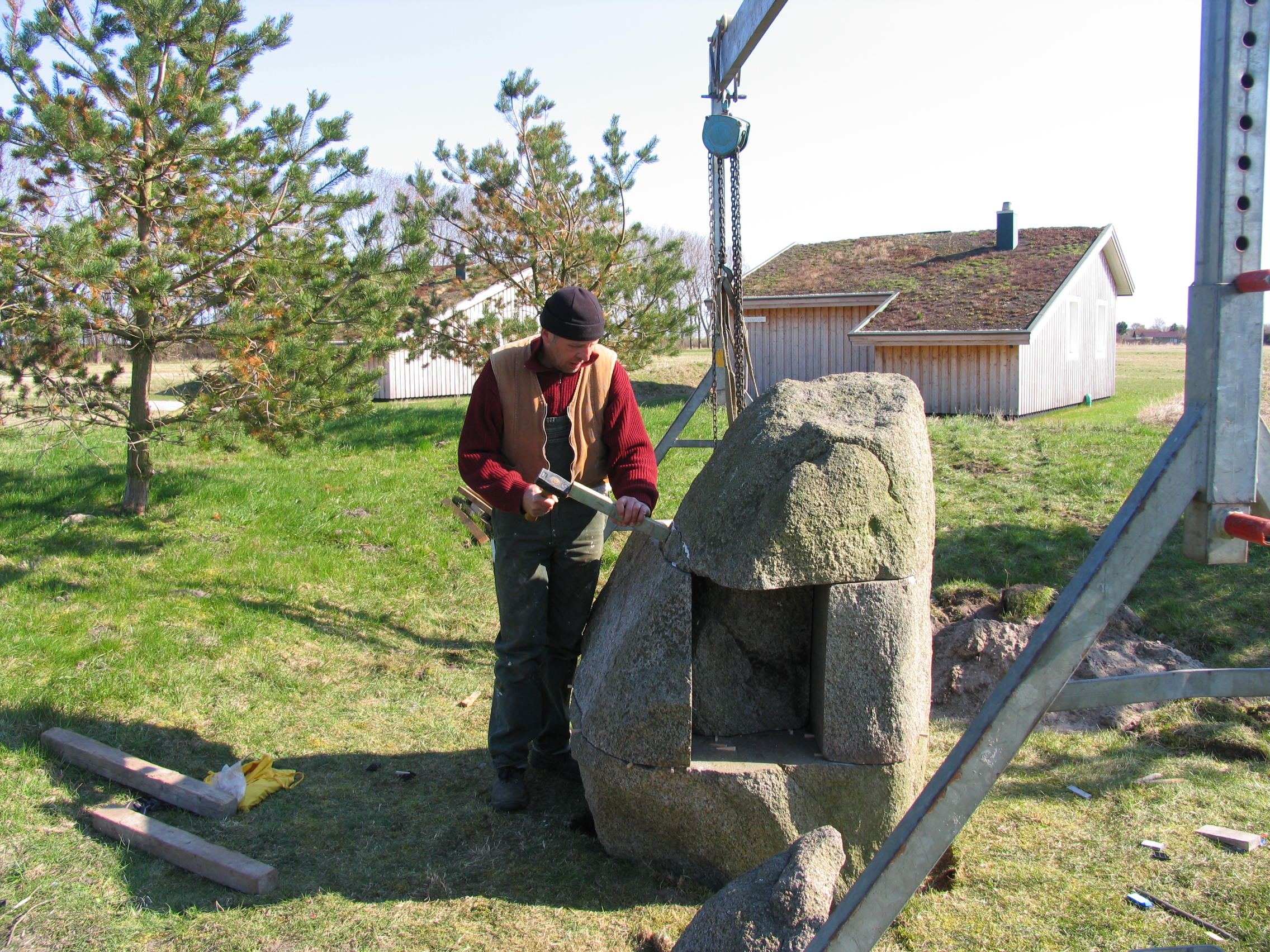
Frank Raendchen 2010 bei der Installation seiner Skulptur K36

Die Idee eines ökologischen Feriendorfes entwickelten der frühere Filmemacher und Fernsehjournalist und spätere grüne Kreistagsabgeordnete Adolf Bollmann und seine Frau Regina ab 1997. Die Gemeinde Heringsdorf ließ im Jahr 2000 ein Bebauungsplanverfahren durchführen. Der Standortwahl widersetzte sich der BUND unter Berufung auf den Landesraumordnungsplan 1998: Wochenend- und Ferienhausgebiete sollten sich nicht bandartig an der Küste entlangziehen. Um die freie Sichtbeziehung zwischen Ostsee und Binnenlandschaft zu erhalten, wurden die geplanten Häuser schließlich in sechs Rundbögen im Norden des Grundstücks angeordnet. Weniger als 2000 m² mussten dafür bebaut werden. 12 der 15 Hektar des Stranddorfes sollen nach den Erfordernissen des Naturschutzes gepflegt werden. Darum ließen die Betreiber hier eine Grunddienstbarkeit zu Gunsten der unteren Naturschutzbehörde des Kreises eintragen, was nicht mehr geändert werden kann.
Die im Verhältnis zur viermonatigen Bauzeit (für den ersten Bauabschnitt) lange Planungsphase von sieben Jahren wurde wesentlich durch einen Behörden-Streit um die Zuwegung verursacht, welcher von der Regionalpresse begleitet wurde. Unklar war, ob der zum Stranddorf führende Deichverteidigungsweg öffentlich sei oder nicht. Während das Amt für Ländliche Räume als Eigentümer des Weges, das Verkehrsministerium und die Stranddorf Augustenhof GmbH dies bejahten, meldete das Kreisbauamt Ostholstein Zweifel an. Nachdem die fortwährende Nicht-Erteilung der Baugenehmigung bei einem Ostholsteiner Bauunternehmer zu Entlassungen geführt hatte, bezeichnete der Bauherr Adolf Bollmann die ablehnende Haltung des Kreises schließlich als „Racheakt“, was von der Pressesprecherin des Kreises als „nicht zutreffend“ zurückgewiesen wurde. Mit Unterstützung des Petitionsausschusses des Landes, insbesondere durch die Landtagsabgeordneten Gerhard Poppendiecker und Klaus Klinckhamer, gelang es Bollmann schließlich zu beweisen, dass der Anfahrtsweg zum Stranddorf öffentlich ist.
Mit den Worten „Sieben Jahre Planung sind eindeutig zu lang“ eröffnete Schleswig-Holsteins Umweltminister Klaus Müller am 4. Juli 2004 das zunächst aus 15 Häusern bestehende Stranddorf und meinte aber, dass die von Bollmann gemachten Erfahrungen dazu beitragen würden, dass sich etwas ändere.

## Ausstattung

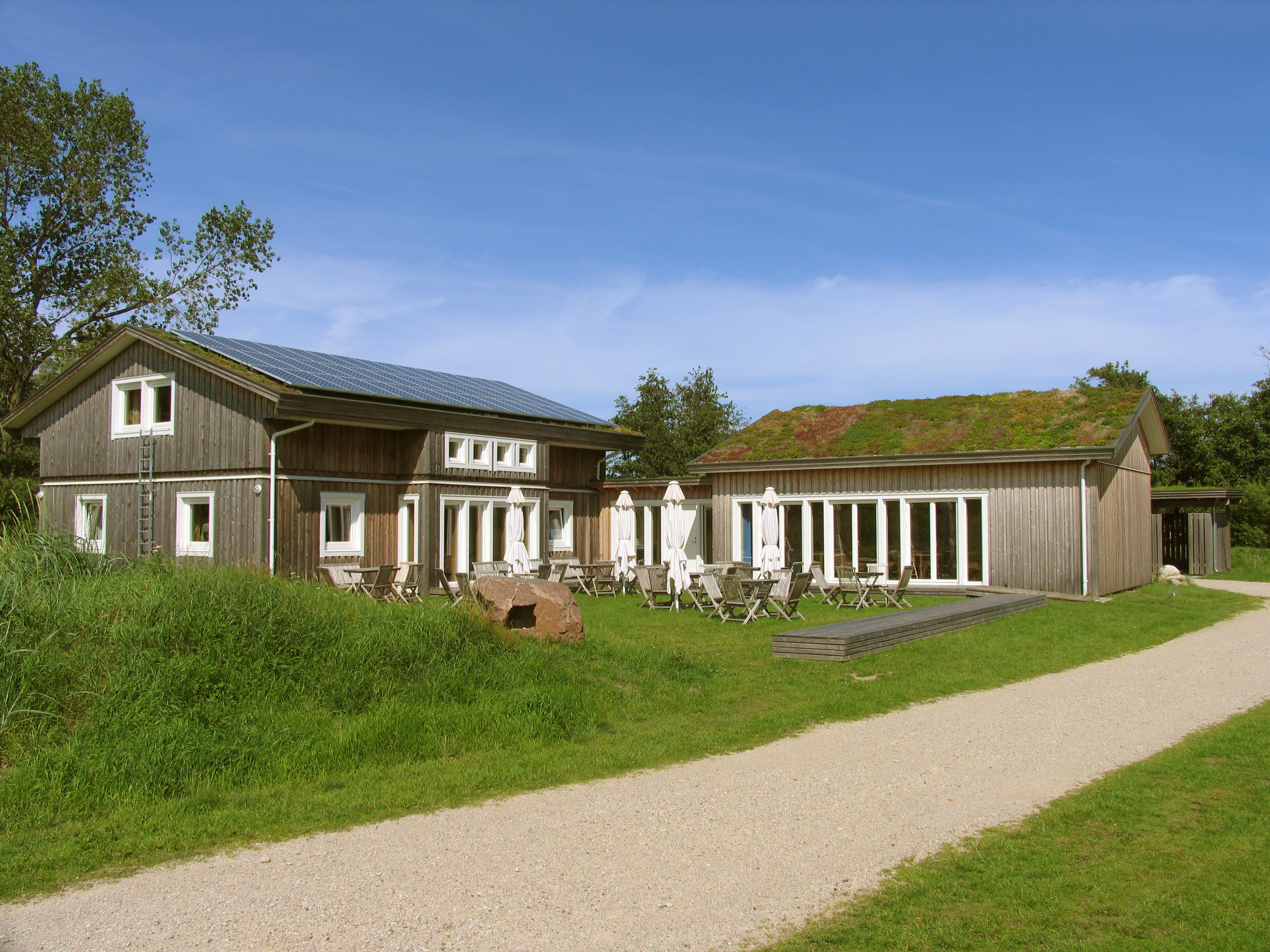
Gemeinschaftshaus (Passivhaus)

Die Anlage besteht heute aus 30 Niedrigenergiehäusern in Holzbauweise für jeweils vier bis sechs Personen, einem Passivhaus, welches als Dorftreff das Büro, einen Bio-Laden, eine Leseecke und einen Veranstaltungsraum beherbergt, und einem Technikhaus mit Hauswirtschaftsraum. Die Häuser sind winterfest und werden durch ein siedlungseigenes Nahwärmenetz beheizt. Das aus Sonnenkollektoren gewonnene Warmwasser wird in einem Zentrum gespeichert. Wenn es weniger als 43 °C hat, wird es mit Heißwasser aus einer Pelletheizung aufgemischt, bevor es in die einzelnen Ferienhäuser geleitet wird. In den Häusern speisen sich daraus sowohl Warmwasserspeicher als auch Radiatoren. Eine solche Kombination wurde nie zuvor gebaut, sie wurde als Pilotprojekt für weitere kleine Neubaugebiete von der Energiestiftung Schleswig-Holstein unterstützt. Weitere Wünsche der Bauherren waren neben dem konsequenten Verzicht auf fossile Brennstoffe der Verzicht auf umweltschädliche, insbesondere PVC-haltige Baustoffe und die extensive Begrünung der Dächer.
Keiner der Wege auf dem Grundstück ist versiegelt. Mit dem durch den Bau der Fundamentplatten gewonnenen Aushub wurden die Dünenwälle als Wälle zwischen den Häusern fortgeführt. Ein Kiefernhain und Sanddornsträucher wurden gepflanzt und zwei Skulpturen des Künstlers Frank Raendchen aufgestellt. Jedem Haus ist eine Terrasse vorgelagert. Teilweise wurde doppellagiger Lehmputz auf Schilfrohrmatten für die Wände verwendet. Das Gemeinschaftshaus verfügt über dreifachverglaste Fenster, doppelt isolierte Außenwände und eine Photovoltaikanlage auf dem Dach. Es bezieht seine Energie durch Wärmerückgewinnung aus der Abluft und einer Luft-Wasser-Wärmepumpe und war eines der ersten gewerblichen Passivhäuser in Schleswig-Holstein. Für den zweiten Bauabschnitt 2008 wurde ein Nahwärmenetz erprobt, in dem eine zentrale Sole-Wasser-Wärmepumpe von Solarthermie auf jedem einzelnen Ferienhaus unterstützt wird.

## Forschung
Das Stranddorf Augustenhof wurde vom Bundesland Schleswig-Holstein gefördert und 2005 vom Sollet-Projekt der Europäischen Union wissenschaftlich begleitet. Dabei war es eine von acht Testanlagen in fünf europäischen Ländern, in welchen der Einsatz von Solarkollektoren und Photovoltaikanlagen in Kombination mit einer Holzpelletheizung untersucht wurde. Täglich wurden vom Institut für Zukunfts-Energie-Systeme (IZES) der Universität Saarbrücken energie-bezogene Daten abgerufen und ausgewertet. Mit einem Wirkungsgrad von 92 bis 93 Prozent funktionierte das System besser, als anfangs gedacht, sodass die in allen Häusern installierten zwei Umwälzpumpen wieder ausgebaut werden konnten. Eine einzige Pumpe im Technikhaus reicht aus, um das System in angemessene Bewegung zu bringen. Die Energieversorgung des Stranddorfes wird von der Energiestiftung Schleswig-Holstein als Pilotprojekt ausgewiesen.
Das Stranddorf war ebenfalls Forschungsobjekt des EU-Projekts Sustainable water management and wastewater purification in tourism facilities (SWAMP), welches vom österreichischen Dachverband zur Nutzung erneuerbarer Energie Arbeitsgemeinschaft Erneuerbare Energie koordiniert wurde. Dafür mussten unter wissenschaftlicher Begleitung der Universität Hamburg/Harburg zunächst fünf Ferienhäuser und das Gemeinschaftshaus mit Urinseparationstoiletten ausgestattet werden. Den in einem Tank gesammelten Urin hätte ein Landwirt zur Düngung seiner Felder nutzen sollen. Eine Übernahme der Urinseparierung in das Gesamtkonzept scheiterte schließlich an einer nicht erteilten Genehmigung des Kieler Umweltministeriums, da unklar wäre, ob eine solche Form der Düngung nicht schädlich sei.

## Auszeichnungen
Der Jury des Deutschen Tourismuspreises 2005 gefiel die „konsequente Orientierung auf ökologische Aspekte bei Bau und Betrieb“ des Feriendorfes. Das Stranddorf Augustenhof erfüllt die Nachhaltigkeitskriterien der Viabono und belegte 2005 den zweiten Platz des von der Signal Iduna und der Handwerkskammer Hamburg gestifteten Umwelt- und Gesundheits-Preises. Das Stranddorf erhielt 2006 den von der Europäischen Umweltagentur initiierten Royal Accommodation Award for Sustainable Tourism in Europe in Kopenhagen und wurde drei Jahre später von der Standortinitiative Deutschland – Land der Ideen als „Modell für neue Umwelttechnologien“ unter die bundesweit 365 ausgezeichneten Orte 2009 gewählt. Seit 2010 ist das Stranddorf Mitglied im internationalen Ecoclub-Netzwerk. 2011 wurden die 30 begrünten Dächer der Ferienanlage mit dem ersten Preis beim Gründach-Wettbewerb Schleswig-Holstein/Metropolregion Hamburg ausgezeichnet. Wiederholt wurde das Stranddorf Augustenhof in der überregionalen Presse als Urlaubsziel vorgestellt.